# Ronald Speirs
Ronald C. Speirs (ur. 20 kwietnia 1920 w Edynburgu, zm. 11 kwietnia 2007 w Glasgow w stanie Montana) – amerykański podpułkownik, żołnierz 101 Dywizji Powietrznodesantowej.

## Życiorys

### Dzieciństwo i młodość
Speirs urodził się w Edynburgu w Szkocji w roku 1920. W 1925 roku przeniósł się do Bostonu w Stanach Zjednoczonych. Będąc uczniem przeszedł szkolenie wojskowe, później wstąpił do armii. W Anglii został mu przydzielony pluton w kompanii D.

### II wojna światowa
Speirs został zrzucony nad Normandią w Dniu D. Bardzo szybko odnalazł oddziały amerykańskie i dołączył do sztabu. Kompania E miała zadanie zniszczyć działa ostrzeliwujące plażę Utah. Ronald Speirs samodzielnie zniszczył jedno takie działo bez osłony i pomocy. Podczas ataku na miejscowość Foy w Belgii Speirs objął dowodzenie natarciem po Normanie Dike'u, który załamał się na polu walki. Dike wydał rozkaz plutonowi, aby okrążył miasto i zaatakował od tyłu. Gdy kompania straciła z tym plutonem łączność, Speirs przebiegł przez całe miasto, połączył się z plutonem a następnie wrócił, nie zważając na niemieckie działa, piechotę i czołgi. Miał zamiar wyruszyć na Pacyfik, lecz wojna się skończyła.

### Okres powojenny
Speirs został w armii. Walczył w wojnie koreańskiej, gdzie dowodził kompanią strzelców. Wykonał tam jeden skok spadochronowy. W 1956 roku ukończył kurs języka rosyjskiego i został łącznikiem przy Armii Radzieckiej w Poczdamie. Później został komendantem więzienia Spandau w Berlinie. W 1962 roku uczestniczył w amerykańskiej misji wojskowej w Laosie.

## Kultura
Jego postać została uwieczniona w książce Stephena Ambrose’a Kompania braci oraz serialu telewizyjnym o tej samej nazwie, w którym zagrał go Matthew Settle.